# Jakob Maybaum
Johann Heinrich Jakob Maybaum (* 26. Dezember 1888 in Laffeld; † 17. März 1978 in Heinsberg) war ein deutscher katholischer Geistlicher.

## Jugend und Ausbildung
Jakob Maybaum wurde als zehntes von zwölf Kindern einer Bauersfamilie geboren. Gegen den Willen seines Vaters, der wollte, dass sein Sohn eine Handwerkerlehre mache, entschied er sich schon früh, den Beruf eines Priesters anzustreben. 1910 machte er sein Abitur am Königlichen Gymnasium in Neuss, studierte ab dem Sommersemester 1910 sechs Semester katholische Theologie an der Universität Bonn und wurde anschließend am Priesterseminar Köln ausgebildet.

## Erste Stationen
Nach seiner Priesterweihe am 7. März 1914 (Ostern) wurde Jakob Maybaum zum 14. März 1914 als Kaplan an die katholische Pfarrkirche St. Antonius in Barmen berufen. Zudem unterrichtete er ab dem 3. Tertial des Schuljahres 1914/15 Religion am damaligen Realgymnasium Barmen. Seit 1915 war er zugleich Präses des Gesellenvereins Barmen, der auf die sozialen Ideen von Adolph Kolping zurückgeht und dem heute als Kolpingwerk bekannten Verband angehört. Es folgte 14. März 1921 eine Stelle als Präses des Katholischen Gesellenvereins Essen-Zentral (heute Kolpingsfamilie Essen-Zentral). In dieser Funktion als Gesellenpräses war er der Pfarrei St. Johann in der Essener Altstadt zugeordnet. Am 2. November 1926 wurde er von Essen als Rektoratspfarrer an die katholische Pfarre St. Johann Baptist in Köln-Höhenhaus berufen. Nach der Errichtung der nun selbständigen Kirchengemeinde zum 1. Dezember 1929 wurde ihm zu Ende des Jahres 1932 auch der Titel „Pfarrer“ verliehen.

## Siedlungstätigkeit in Köln-Höhenhaus
In Höhenhaus engagierte Maybaum sich als sozialer Praktiker, was er als seine Form der Seelsorge verstand. Da die katholische Kirche nach der „Machtergreifung“ durch die Nationalsozialisten in ihren Aktivitäten eingeschränkt war, begründete Maybaum als Privatmann 1933 eine Interessengemeinschaft von Siedlungswilligen. Zunächst wurde mit dieser noch 1933 auf dem Areal zwischen Honschaftsstraße, Jungbornweg und der Bahnstrecke Mülheim-Speldorf–Troisdorf, das zuvor in großen Teilen der Felten & Guilleaume Carlswerk AG in Mülheim gehörte, 87 Einfamilienhäuser erbaut. Insgesamt konnten bis 1935 in Höhenhaus auf seine Initiative hin 227 (nach anderen Angaben 215) günstige Eigenheime für die Familien von Arbeitern und Beamten erstellt werden.

## Zeit des Nationalsozialismus
Maybaum war ein entschiedener Gegner des Nationalsozialismus und scheute in seinen Predigten auch keine offenen Worte gegen das Regime. Da nach Ermittlungen von Gestapo und der Oberstaatsanwaltschaft des Sondergerichts Köln mit seiner Verhaftung wegen Kanzelmissbrauchs gerechnet wurde, emigrierte er am 1. August 1935 in die Niederlande. Er selbst sagte später im Rückblick, dass er durch seine sozialen und politischen Aktivitäten „Neid und Hass der politischen Gegner erregt und dadurch gezwungen wurde, Zuchthaus und KZ-Lager durch die Flucht Ende Juli 1935 zu entgehen. 5  Jahre musste ich das Brot der Verbannung essen“. Als die Niederlande im Mai 1940 von den Deutschen besetzt wurde, ließ man Maybaum zunächst in Ruhe: „Ich verlebte stille Tage im Hause meines Treuhänders Theodor Horn und im Liebfrauenhaus in Köln-Mülheim. Dann kam ein neuer Haftbefehl.“ Vor diesem konnte ihn sein Anwalt, nebenbei Hauptmann, retten.

## Pfarrer in Etzweiler
Das Kölner Erzbistum übertrug Maybaum am 5. Mai 1941 wieder eine Pfarrstelle, und zwar als Rektoratspfarrer an die kleine Gemeinde St. Hubertus in Etzweiler im Rhein-Erft-Kreis, wo er sich abseits von Köln, „nach dem Westen hin, außerhalb des politischen Schusses glaubte“. Dort hielt er auch weiterhin mit seiner Meinung nicht hinter dem Berg, weigerte sich, an der Kirche Hakenkreuzfahnen zu hissen und versorgte zudem Zwangsarbeiter, die in einem Lager untergebracht waren, heimlich mit Lebensmitteln. Als er in einer Predigt das Verhalten von deutschen Soldaten in der Umgebung des Dorfes anprangerte – sie betrieben Schwarzhandel mit gestohlenen Gegenständen und belästigten die Frauen –, wurde er im November 1944 von der Gestapo verhaftet und zum Verhör nach Köln gebracht, kehrte aber nach einem Tag zurück. Am 13. Dezember 1944 wurde Maybaum erneut verhaftet und in Gummersbach inhaftiert. Bei einem Besuch von Freunden im Gefängnis sagte er beim Abschied: „Sie sehen mich wohl nicht mehr wieder.“ Anfang Januar wurde er jedoch aus der Haft entlassen und kehrte nach Etzweiler zurück. Laut dem Bericht des Augenzeugen Theodor Horn entschärfte Jakob Maybaum Ende Januar 1945 in Etzweiler nachts eine Panzersperre, die von der Wehrmacht dort angebracht worden war, um das Vorrücken der Alliierten zu erschweren.

## Nach dem Zweiten Weltkrieg
1945 wurde Jakob Maybaum von den amerikanischen Besatzern als Gemeindevorsteher von der Gemeinde Heppendorf, zu der Etzweiler gehörte, eingesetzt und hatte dieses Amt bis 31. März 1946 inne. Mit seiner Pensionierung im Jahr 1972 kehrte Jakob Maybaum in seinen Heimatpfarre zurück. 1978 starb er und wurde in seinem Geburtsort beerdigt.
Bereits 1979 kam in Köln der Vorschlag auf, eine Straße nach Maybaum zu benennen. Seit 1980 erinnert in einem Höhenhauser Neubaugebiet der „Pfarrer-Maybaum-Weg“ an den früheren Pfarrer. Das Dorf Etzweiler existiert nicht mehr, sondern musste 2006 dem Braunkohle-Tagebau Hambach weichen.